# Frank Kameny
Frank Kameny   (Nova York, 21 de maig de 1925 - Washington DC, 11 d'octubre de 2011) va ser un activista nord-americà pels drets dels gais. Se l'ha anomenat "una de les figures més significatives" del moviment nord-americà pels drets dels homosexuals. El 1957, Kameny va ser destituït del seu càrrec d'astrònom al Servei de Mapes de l'Exèrcit dels Estats Units a Washington, DC. a causa de la seva homosexualitat, que el va portar a començar "una lluita herculina amb l'establiment nord-americà" que "dirigiria un nou període de militància en el moviment pels drets homosexuals de principis dels anys seixanta". Kameny va apel·lar formalment al seu acomiadament per part de la Comissió de Funció Pública dels Estats Units. Tot i que no va tenir èxit, el procediment va ser notable com la primera reclamació coneguda de drets civils basada en l'orientació sexual perseguida en un tribunal dels Estats Units.

## Activisme pels drets dels gais
Kameny es va queixar d'haver estat acomiadat per l'United States Civil Service Commission per la seva homosexualitat i va portar el cas al Tribunal Suprem dels Estats Units. Encara que el tribunal va negar la seva petició, va ser important per haver estat el primer cas de reclamació de drets civils basat en l'orientació sexual. Després d'aquest any, ell i Jack Nichols van fundar la Mattachine Society de Washington, una organització que lluitava de forma agressiva pels drets civils de gais i lesbianes. El 1963 el grup va ser investigat pel Congrés a iniciativa del congressista John Dowdy per estudiar el seu dret a sol·licitar fons de l'Estat.
Es considera que Kameny va portar un nou to més agressiu a la lluita pels drets civils de gais. Kameny i la Mattachine Society de Washington van lluitar per un tractament just i equitatiu dels empleats gais del govern federal, barallant-se contra la negació d'autoritzacions de seguretat (security clearance), restriccions d'ocupació i acomiadaments, treballant amb altres grups per fer pressió per a la igualtat dels ciutadans gais. El 1968 Kameny, inspirat per la frase «black is beautiful» («el negre és bonic») de Stokely Carmichael, va crear l'eslògan «gay is good» («el gai és bo») per al moviment dels drets civils de gais.
Kameny i Nichols van llançar les primeres protestes de gais i lesbianes amb piquets a la Casa Blanca el 17 abril de 1965. Amb el suport de la Mattachine Society de Nova York i Daughters of Bilitis, la Mattachine Society de Washington va expandir els piquets al Pentàgon, al United States Civil Service Commission i a l'Independence Hall a Filadèlfia, per al que va passar a anomenar-se l'Annual Reminder, el recordatori anual dels drets de gais i lesbianes.